# Eleições legislativas na Sérvia em 2008

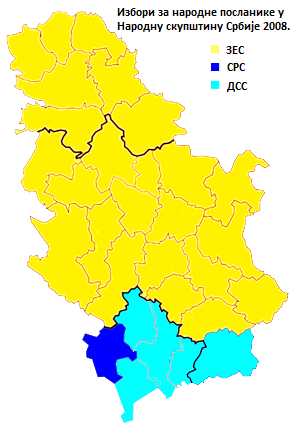
Partido político mais votado por unidade federativa.

As eleições legislativas na Sérvia de 2008 foram realizadas a 11 de Maio e, serviram para eleger os 250 deputados para o Parlamento.

## Análise
Estas eleições foram realizadas na sequência de uma grave crise política, surgida com a declaração de independência do Kosovo e reconhecimento de dita independência por diversos países. A discussão subiu de tom com partidos a exigirem o reconhecimento, por parte da União Europeia, que a Sérvia deveria manter a sua unidade territorial intacta, como condição para ser membro da UE. Boris Tadic, líder do Partido Democrático e presidente sérvio, e outros partidos pró-europeístas rejeitaram tal situação e, como tal, decidiu-se convocar-se eleições antecipadas.
Os resultados finais deram a vitória à coligação Por uma Sérvia Europeia, liderada pelo Partido Democrático de Boris Tadic, que conquistou 38,4% dos votos e 102 deputados. Esta vitória clara da coligação pró-europeísta foi considerada surpreendente pelos analistas, que esperavam que o Partido Radical Sérvio beneficiasse com a questão do Kosovo. 
Os radicais, em nada beneficiaram com a polarização eleitoral, ficando-se pelos 29,5% dos votos, ou seja, resultado semelhante obtido em 2007.
Após as eleições, a coligação liderada pelo Partido Democrático decidiu formar um governo de coligação com o Partido Socialista da Sérvia, tendo como grande objectivo, a aceleração do processo de adesão da Sérvia à União Europeia.

## Resultados oficiais
| Partido                 | Partido                                   | Votos     | %    | +/- | Deputados | +/- |
| ----------------------- | ----------------------------------------- | --------- | ---- | --- | --------- | --- |
|                         | Por uma Sérvia Europeia                   | 1 590 200 | 38,4 | 5,6 | 102 / 250 | 19  |
|                         | Partido Radical Sérvio                    | 1 219 436 | 29,5 | 0,9 | 78 / 250  | 3   |
|                         | Partido Democrático da Sérvia-Nova Sérvia | 480 987   | 11,6 | 5,0 | 30 / 250  | 17  |
|                         | Partido Socialista da Sérvia + Aliados    | 313 896   | 7,6  | 2,0 | 20 / 250  | 4   |
|                         | Partido Liberal Democrata + Aliados       | 216 902   | 5,2  | 0,1 | 13 / 250  | 2   |
|                         | Coligação Húngara                         | 74 874    | 1,8  | -   | 4 / 250   | -   |
|                         | Lista Bósnia por uma Sandžak Europeia     | 38 148    | 0,9  | -   | 2 / 250   | -   |
|                         | Coligação Albanesa                        | 16 801    | 0,4  | -   | 1 / 250   | -   |
|                         | Outros                                    | 99 992    | 2,4  |     | 0 / 250   |     |
| Votos Inválidos         | Votos Inválidos                           | 88 148    | 2,1  | 0,5 |           |     |
| Total                   | Total                                     | 4 139 384 | 100  |     | 250       |     |
| Eleitorado/Participação | Eleitorado/Participação                   | 6 749 788 | 61,3 | 0,7 |           |     |